# Ausztria az 1952. évi nyári olimpiai játékokon
Ausztria a finnországi Helsinkiben megrendezett 1952. évi nyári olimpiai játékok egyik részt vevő nemzete volt. Az országot az olimpián 16 sportágban 112 sportoló képviselte, akik összesen 2 érmet szereztek.

## Érmesek
| Érem  | Versenyző                          | Sportág    | Versenyszám               |
| ----- | ---------------------------------- | ---------- | ------------------------- |
| Ezüst | Gertrude Liebhart                  | Kajak-kenu | Női kajak egyes 500 m     |
| Bronz | Maximilian Raub Herbert Wiedermann | Kajak-kenu | Férfi kajak kettes 1000 m |

## Atlétika
Férfi
| Versenyző        | Versenyszám | Előfutam | Előfutam | Előfutam | Negyeddöntő | Negyeddöntő | Negyeddöntő | Elődöntő | Elődöntő | Elődöntő | Döntő     | Döntő    |
| Versenyző        | Versenyszám | Idő      | Hely.    | Össz.    | Idő         | Hely.       | Össz.       | Idő      | Hely.    | Össz.    | Idő       | Helyezés |
| ---------------- | ----------- | -------- | -------- | -------- | ----------- | ----------- | ----------- | -------- | -------- | -------- | --------- | -------- |
| Rudolf Haidegger | 400 m       | 50,01    | 4.       | 48.      | kiesett     | kiesett     | kiesett     | kiesett  | kiesett  | kiesett  | kiesett   | kiesett  |
| Rudolf Haidegger | 400 m gát   | 54,87    | 4.       | 19.*     | kiesett     | kiesett     | kiesett     | kiesett  | kiesett  | kiesett  | kiesett   | kiesett  |
| Rupert Blöch     | 400 m       | 49,82    | 3.       | 46.      | kiesett     | kiesett     | kiesett     | kiesett  | kiesett  | kiesett  | kiesett   | kiesett  |
| Fritz Prossinagg | 1500 m      | 3:54,76  | 5.       | 17.      |             |             |             | kiesett  | kiesett  | kiesett  | kiesett   | kiesett  |
| Helmut Perz      | 5000 m      | 14:57,2  | 11.      | 33.      |             |             |             |          |          |          | kiesett   | kiesett  |
| Helmut Perz      | 10 000 m    |          |          |          |             |             |             |          |          |          | 32:13,2   | 27.      |
| Kurt Rötzer      | 5000 m      | 14:49,4  | 10.      | 27.      |             |             |             |          |          |          | kiesett   | kiesett  |
| Dolfi Gruber     | Maraton     |          |          |          |             |             |             |          |          |          | 2:45:02,0 | 39.      |

| Versenyző     | Versenyszám | Selejtező | Selejtező | Döntő    | Döntő    |
| Versenyző     | Versenyszám | Eredmény  | Helyezés  | Eredmény | Helyezés |
| ------------- | ----------- | --------- | --------- | -------- | -------- |
| Felix Würth   | Távolugrás  | 699 cm    | 15.       | kiesett  | kiesett  |
| Felix Würth   | Hármasugrás | 13,65 m   | 31.       | kiesett  | kiesett  |
| Alois Schwabl | Súlylökés   | 15,00 m   | 9.        | 14,45 m  | 13.      |

Női
| Versenyző        | Versenyszám | Előfutam | Előfutam | Előfutam | Negyeddöntő | Negyeddöntő | Negyeddöntő | Elődöntő | Elődöntő | Elődöntő | Döntő   | Döntő    |
| Versenyző        | Versenyszám | Idő      | Hely.    | Össz.    | Idő         | Hely.       | Össz.       | Idő      | Hely.    | Össz.    | Idő     | Helyezés |
| ---------------- | ----------- | -------- | -------- | -------- | ----------- | ----------- | ----------- | -------- | -------- | -------- | ------- | -------- |
| Elfriede Steurer | 100 m       | 12,86    | 4.       | 35.*     | kiesett     | kiesett     | kiesett     | kiesett  | kiesett  | kiesett  | kiesett | kiesett  |
| Elfriede Steurer | 80 m gát    | 11,74    | 4.       | 12.      |             |             |             | kiesett  | kiesett  | kiesett  | kiesett | kiesett  |
| Helene Bielansky | 80 m gát    | 12,10    | 4.       | 21.      |             |             |             | kiesett  | kiesett  | kiesett  | kiesett | kiesett  |

| Versenyző       | Versenyszám   | Selejtező                | Selejtező                | Döntő    | Döntő    |
| Versenyző       | Versenyszám   | Eredmény                 | Helyezés                 | Eredmény | Helyezés |
| --------------- | ------------- | ------------------------ | ------------------------ | -------- | -------- |
| Feodora Schenk  | Magasugrás    |                          |                          | 158 cm   | 6.       |
| Lotte Haidegger | Diszkoszvetés | 39,54 m                  | 9.                       | 43,49 m  | 5.       |
| Frieda Tiltsch  | Diszkoszvetés | 39,47 m                  | 10.                      | 27,84 m  | 18.      |
| Herma Bauma     | Gerelyhajítás | 43,07 m                  | 7.                       | 42,54 m  | 9.       |
| Gerda Staniek   | Gerelyhajítás | érvényes kísérlet nélkül | érvényes kísérlet nélkül | kiesett  | kiesett  |

* - egy másik versenyzővel azonos időt ért el

## Birkózás
Kötöttfogású
| Versenyző            | Versenyszám | 1. forduló                  | 2. forduló                     | 3. forduló                   | 4. forduló                 | 5. forduló        | 6. forduló        | 7. forduló        | Helyezés |
| Versenyző            | Versenyszám | Ellenfél Eredmény           | Ellenfél Eredmény              | Ellenfél Eredmény            | Ellenfél Eredmény          | Ellenfél Eredmény | Ellenfél Eredmény | Ellenfél Eredmény | Helyezés |
| -------------------- | ----------- | --------------------------- | ------------------------------ | ---------------------------- | -------------------------- | ----------------- | ----------------- | ----------------- | -------- |
| Franz Brunner        | 52 kg       | Bengt Johansson (SWE) · 0-3 | Dumitru Pîrvulescu (ROU) · 0-3 | kiesett                      | kiesett                    | kiesett           | kiesett           | kiesett           | 12.      |
| Bartl Brötzner       | 62 kg       | Lucien Claes (BEL) · 3-0    | Bela Torma (YUG) · 2-1         | Gunnar Håkansson (SWE) · 3-0 | Umberto Trippa (ITA) · 0-3 | kiesett           | kiesett           |                   | 5.       |
| Gottfried Anglberger | 73 kg       | René Chesneau (FRA) · 0-3   | Heng Freylinger (LUX) · 3-0    | Khalil Taha (LIB) · 0-3      | kiesett                    | kiesett           | kiesett           |                   | 11.      |

## Evezés
| Versenyző                                                         | Versenyszám              | Előfutam | Előfutam | Vigaszág | Vigaszág | Elődöntő | Elődöntő | Vigaszág | Vigaszág | Döntő   | Döntő   |
| Versenyző                                                         | Versenyszám              | Idő      | Hely.    | Idő      | Hely.    | Típus    | Idő      | Hely.    | Típus    | Idő     | Hely.   |
| ----------------------------------------------------------------- | ------------------------ | -------- | -------- | -------- | -------- | -------- | -------- | -------- | -------- | ------- | ------- |
| Kurt Marz Alexander Mitterhuber Adolf Scheithauer Johann Geiszler | Kormányos nélküli négyes | 6:44,1   | 2.       |          |          | 7:02,4   | 3.       | 6:48,5   | 3.       | kiesett | kiesett |

## Gyeplabda
- Alfred Knoll
- Ernst Schala
- Franz Strachota
- Johann Koller
- Josef Matz
- Josef Pecanka
- Josef Schimmer
- Karl Holzapfel
- Kurt Dvorak
- Robert Pecanka
- Walter Kaitna
- Franz Raule
- Hermann Knoll

Selejtező
| 1952. július 15. 18:00 | Ausztria | 2 – 1 | Svájc |  |
| 1952. július 15. 18:00 | (1 – 0)  |       |       |  |

Negyeddöntő
| 1952. július 17. 18:00 | India   | 4 – 0 | Ausztria |  |
| 1952. július 17. 18:00 | (1 – 0) |       |          |  |

Az 5–12. helyért
| 1952. július 21. 18:00 | Ausztria | 2 – 0 | Olaszország |  |
| 1952. július 21. 18:00 | (0 – 0)  |       |             |  |

Az 5–8. helyért
| 1952. július 23. 19:00 | Németország | 2 – 1 | Ausztria |  |
| 1952. július 23. 19:00 | (2 – 1)     |       |          |  |

| Csapat   | Helyezés |
| -------- | -------- |
| Ausztria | 7.       |

## Kajak-kenu
Férfi
| Versenyző                          | Versenyszám           | Előfutam | Előfutam | Előfutam | Döntő   | Döntő    |
| Versenyző                          | Versenyszám           | Idő      | Hely.    | Össz.    | Idő     | Helyezés |
| ---------------------------------- | --------------------- | -------- | -------- | -------- | ------- | -------- |
| Herbert Schreiner                  | Kajak egyes 1000 m    | 4:22,9   | 5.       | 8.       | kiesett | kiesett  |
| Alfred Schmidtberger               | Kajak egyes 10 000 m  |          |          |          | 49:45,6 | 9.       |
| Maximilian Raub Herbert Wiedermann | Kajak kettes 1000 m   | 3:55,2   | 1.       | 5.       | 3:51,4  |          |
| Maximilian Raub Herbert Wiedermann | Kajak kettes 10 000 m |          |          |          | 44:29,1 | 4.       |
| Kurt Liebhart Engelbert Lulla      | Kenu kettes 1000 m    | 4:40,2   | 2.       | 3.       | 4:55,8  | 6.       |

Női
| Versenyző         | Versenyszám       | Előfutam | Előfutam | Előfutam | Döntő  | Döntő    |
| Versenyző         | Versenyszám       | Idő      | Hely.    | Össz.    | Idő    | Helyezés |
| ----------------- | ----------------- | -------- | -------- | -------- | ------ | -------- |
| Gertrude Liebhart | Kajak egyes 500 m | 2:20,6   | 2.       | 2.       | 2:18,8 |          |

## Kerékpározás

### Országúti kerékpározás
| Versenyző                                    | Versenyszám | Eredmény      | Helyezés      |
| -------------------------------------------- | ----------- | ------------- | ------------- |
| Walter Bortel                                | Egyéni      | nem ért célba | nem ért célba |
| Arthur Mannsbarth                            | Egyéni      | kizárták      | kizárták      |
| Franz Wimmer                                 | Egyéni      | nem ért célba | nem ért célba |
| Arthur Mannsbarth Franz Wimmer Walter Bortel | Csapat      | nem ért célba | nem ért célba |

### Pálya-kerékpározás
| Versenyző                 | Versenyszám   | 1. forduló                                              | 1. forduló | Vigaszág                                                | Vigaszág | Negyeddöntő            | Negyeddöntő | Vigaszág               | Vigaszág | Elődöntő               | Elődöntő | Vigaszág               | Vigaszág | Döntő                  | Döntő   |
| Versenyző                 | Versenyszám   | Ellenfelek Győztes idő                                  | Hely.      | Ellenfelek Győztes idő                                  | Hely.    | Ellenfelek Győztes idő | Hely.       | Ellenfelek Győztes idő | Hely.    | Ellenfelek Győztes idő | Hely.    | Ellenfelek Győztes idő | Hely.    | Ellenfelek Győztes idő | Hely.   |
| ------------------------- | ------------- | ------------------------------------------------------- | ---------- | ------------------------------------------------------- | -------- | ---------------------- | ----------- | ---------------------- | -------- | ---------------------- | -------- | ---------------------- | -------- | ---------------------- | ------- |
| Kurt Nemetz               | Egyéni sprint | Stefaan Martens (BEL) · Netai Bysack (IND) · 12,9       | 2.         | John Millman (CAN) · Muhammad Naqi Mallick (PAK) · 11,7 | 2.       | kiesett                | kiesett     | kiesett                | kiesett  | kiesett                | kiesett  | kiesett                | kiesett  | kiesett                | kiesett |
| Kurt Nemetz Walter Bortel | Tandem sprint | Dánia (DEN) · Jens Juul Eriksen · Olaf Holmstrup · 11,3 | 2.         | Svájc (SUI) · Fredy Arber · Fritz Siegenthaler · 11,0   | 2.       | kiesett                | kiesett     | kiesett                | kiesett  | kiesett                | kiesett  | kiesett                | kiesett  | kiesett                | kiesett |

| Versenyző   | Versenyszám     | Eredmény | Helyezés |
| ----------- | --------------- | -------- | -------- |
| Kurt Nemetz | 1000 m időfutam | 1:17,5   | 21.      |

| Versenyző                                                | Versenyszám          | Selejtező | Selejtező | Negyeddöntő  | Negyeddöntő | Elődöntő     | Elődöntő  | Döntő        | Döntő     | Helyezés |
| Versenyző                                                | Versenyszám          | Idő       | Hely.     | Ellenfél Idő | Saját idő   | Ellenfél Idő | Saját idő | Ellenfél Idő | Saját idő | Helyezés |
| -------------------------------------------------------- | -------------------- | --------- | --------- | ------------ | ----------- | ------------ | --------- | ------------ | --------- | -------- |
| Kurt Nemetz Arthur Mannsbarth Franz Wimmer Walter Bortel | Csapat üldözőverseny | 4:59,6    | 13.       | kiesett      | kiesett     | kiesett      | kiesett   | kiesett      | kiesett   | 13.      |

## Labdarúgás
- Toni Krammer
- Anton Wolf
- Erich Stumpf
- Franz Feldinger
- Fritz Nikolai
- Herbert Grohs
- Hermann Hochleitner
- Josef Walter
- Robert Fendler
- Walter Kollmann
- Otto Gollnhuber

Nyolcaddöntő
| 1952. július 19. |

| Finnország                  | 3–4               | Ausztria                                          |
| --------------------------- | ----------------- | ------------------------------------------------- |
| Stolpe 11' 34' Rytkönen 36' | (3–2) Jegyzőkönyv | Gollnhuber 8' (11-esből) 30' Stumpf 59' Grohs 79' |

| Olimpiai stadion, Helsinki Nézőszám: 33 053 Játékvezető: William Ling (angol) |

Negyeddöntő
| 1952. július 23. |

| Svédország                        | 3–1               | Ausztria  |
| --------------------------------- | ----------------- | --------- |
| Sandberg 80' Brodd 85' Rydell 87' | (0–1) Jegyzőkönyv | Grohs 40' |

| Pallokenttä stadion, Helsinki Nézőszám: 10 000 Játékvezető: Vincenzo Orlandini (olasz) |

| Csapat   | Helyezés |
| -------- | -------- |
| Ausztria | 5.       |

## Műugrás
Férfi
| Versenyző       | Versenyszám        | Selejtező | Selejtező | Döntő   | Döntő    |
| Versenyző       | Versenyszám        | Pont      | Helyezés  | Pont    | Helyezés |
| --------------- | ------------------ | --------- | --------- | ------- | -------- |
| Franz Worisch   | Egyéni műugrás     | 67,18     | 10.       | kiesett | kiesett  |
| Franz Worisch   | Egyéni toronyugrás | 63,02     | 22.       | kiesett | kiesett  |
| Julius Janowsky | Egyéni toronyugrás | 62,65     | 24.       | kiesett | kiesett  |
| Kurt Liederer   | Egyéni toronyugrás | 60,21     | 27.       | kiesett | kiesett  |

Női
| Versenyző      | Versenyszám        | Selejtező | Selejtező | Döntő   | Döntő    |
| Versenyző      | Versenyszám        | Pont      | Helyezés  | Pont    | Helyezés |
| -------------- | ------------------ | --------- | --------- | ------- | -------- |
| Eva Pfarrhofer | Egyéni toronyugrás | 40,26     | 9.        | kiesett | kiesett  |

## Ökölvívás
| Versenyző       | Versenyszám   | Selejtező                                 | Nyolcaddöntő                | Negyeddöntő       | Elődöntő          | Döntő             | Helyezés |
| Versenyző       | Versenyszám   | Ellenfél Eredmény                         | Ellenfél Eredmény           | Ellenfél Eredmény | Ellenfél Eredmény | Ellenfél Eredmény | Helyezés |
| --------------- | ------------- | ----------------------------------------- | --------------------------- | ----------------- | ----------------- | ----------------- | -------- |
| Alfred Zima     | Légsúly       | Pablo Lugo (PUR) · 2-1                    | Nate Brooks (USA) · 0-3     | kiesett           | kiesett           | kiesett           | 9.       |
| Leopold Potesil | Könnyűsúly    | Csu Szangdzsom (Ju Sang-jeom) (KOR) · 3-0 | Américo Bonetti (ARG) · 0-3 | kiesett           | kiesett           | kiesett           | 9.       |
| Josef Hamberger | Nagyváltósúly | Willi Rammo (SAA) · 3-0                   | Eladio Herrera (ARG) · KO   | kiesett           | kiesett           | kiesett           | 9.       |
| Franz Pfitscher | Félnehézsúly  |                                           | Tadeusz Grzelak (POL) · 0-3 | kiesett           | kiesett           | kiesett           | 9.       |

## Sportlövészet
| Versenyző            | Versenyszám           | Eredmény | Helyezés |
| -------------------- | --------------------- | -------- | -------- |
| Siegfried Gurschler  | Sportpuska, összetett | 1145     | 17.      |
| Siegfried Gurschler  | Sportpuska, fekvő     | 396      | 18.      |
| Wilhelm Sachsenmaier | Sportpuska, összetett | 1140     | 19.      |
| Wilhelm Sachsenmaier | Sportpuska, fekvő     | 396      | 23.      |
| Laszlo Szapáry       | Trap                  | 178      | 22.      |

## Súlyemelés
| Versenyző       | Versenyszám | Nyomás   | Nyomás   | Szakítás | Szakítás | Lökés    | Lökés    | Összesen | Helyezés |
| Versenyző       | Versenyszám | Eredmény | Helyezés | Eredmény | Helyezés | Eredmény | Helyezés | Összesen | Helyezés |
| --------------- | ----------- | -------- | -------- | -------- | -------- | -------- | -------- | -------- | -------- |
| Josef Tauchner  | 67,5 kg     | 92,5     | 18.***   | 90,0     | 19.*     | 125,0    | 10.**    | 307,5    | 17.      |
| Emmerich Bauer  | 75 kg       | 100,0    | 13.**    | 102,5    | 14.      | 135,0    | 13.*     | 337,5    | 14.      |
| Wilhelm Flenner | 82,5 kg     | 100,0    | 18.*     | 110,0    | 11.**    | 142,5    | 14.      | 352,5    | 14.      |
| Franz Hölbl     | +90 kg      | 115,0    | 10.*     | 117,5    | 6.*      | 155,0    | 5.*      | 387,5    | 8.       |

* - egy másik versenyzővel azonos eredményt ért el

** - két másik versenyzővel azonos eredményt ért el

*** - három másik versenyzővel azonos eredményt ért el

## Torna
Férfi
| Versenyző | Versenyszám      | Eredmény | Helyezés    |
| --- | ---------------- | -------- | ----------- |
| Friedrich Fetz                                                                                                   | Talaj            | 16,20    | 134.**      |
| Friedrich Fetz                                                                                                   | Ugrás            | 17,70    | 107.**      |
| Friedrich Fetz                                                                                                   | Korlát           | 8,40     | 182.        |
| Friedrich Fetz                                                                                                   | Nyújtó           | 16,25    | 122.*       |
| Friedrich Fetz                                                                                                   | Gyűrű            | 15,30    | 154.*       |
| Friedrich Fetz                                                                                                   | Lólengés         | 12,25    | 162.*       |
| Friedrich Fetz                                                                                                   | Egyéni összetett | 86,10    | 168.        |
| Hans Friedrich                                                                                                   | Talaj            | 6,10     | 185.        |
| Hans Friedrich                                                                                                   | Ugrás            | 18,25    | 70.**       |
| Hans Friedrich                                                                                                   | Korlát           | 18,20    | 54.**       |
| Hans Friedrich                                                                                                   | Nyújtó           | 4,00     | 184.        |
| Hans Friedrich                                                                                                   | Gyűrű            | 7,75     | 183.        |
| Hans Friedrich                                                                                                   | Lólengés         | 17,55    | 69.***      |
| Hans Friedrich                                                                                                   | Egyéni összetett | 71,85    | 180.        |
| Wolfgang Girardi                                                                                                 | Talaj            | 16,75    | 112.***     |
| Wolfgang Girardi                                                                                                 | Ugrás            | 18,85    | 9.***       |
| Wolfgang Girardi                                                                                                 | Korlát           | 18,30    | 49.**       |
| Wolfgang Girardi                                                                                                 | Nyújtó           | 18,20    | 51.***      |
| Wolfgang Girardi                                                                                                 | Gyűrű            | 17,15    | 104.*       |
| Wolfgang Girardi                                                                                                 | Lólengés         | 15,25    | 125.*       |
| Wolfgang Girardi                                                                                                 | Egyéni összetett | 104,50   | 74.         |
| Paul Grubenthal                                                                                                  | Talaj            | 16,35    | 126.**      |
| Paul Grubenthal                                                                                                  | Ugrás            | 18,40    | 44.*******  |
| Paul Grubenthal                                                                                                  | Korlát           | 17,60    | 100.*****   |
| Paul Grubenthal                                                                                                  | Nyújtó           | 17,65    | 73.*        |
| Paul Grubenthal                                                                                                  | Gyűrű            | 14,10    | 168.        |
| Paul Grubenthal                                                                                                  | Lólengés         | 15,40    | 120.        |
| Paul Grubenthal                                                                                                  | Egyéni összetett | 99,50    | 112.        |
| Franz Kempter | Talaj            | 14,90    | 161.**      |
| Franz Kempter | Ugrás            | 17,40    | 123.****    |
| Franz Kempter | Korlát           | 17,90    | 74.******   |
| Franz Kempter | Nyújtó           | 17,20    | 92.**       |
| Franz Kempter | Gyűrű            | 15,55    | 148.**      |
| Franz Kempter | Lólengés         | 17,95    | 49.*        |
| Franz Kempter | Egyéni összetett | 100,90   | 101.*       |
| Hans Sauter | Talaj            | 17,60    | 71.*        |
| Hans Sauter | Ugrás            | 18,35    | 54.******** |
| Hans Sauter | Korlát           | 18,75    | 23.**       |
| Hans Sauter | Nyújtó           | 18,70    | 29.*        |
| Hans Sauter | Gyűrű            | 18,60    | 32.*        |
| Hans Sauter | Lólengés         | 19,15    | 6.          |
| Hans Sauter | Egyéni összetett | 111,15   | 22.         |
| Willi Welt | Talaj            | 16,40    | 125.        |
| Willi Welt | Ugrás            | 18,45    | 40.***      |
| Willi Welt | Korlát           | 18,45    | 40.***      |
| Willi Welt | Nyújtó           | 15,70    | 137.        |
| Willi Welt | Gyűrű            | 15,90    | 137.****    |
| Willi Welt | Lólengés         | 17,10    | 87.         |
| Willi Welt | Egyéni összetett | 102,00   | 95.         |
| Ernst Wister | Talaj            | 18,05    | 47.***      |
| Ernst Wister | Ugrás            | 17,60    | 114.***     |
| Ernst Wister | Korlát           | 18,25    | 52.*        |
| Ernst Wister | Nyújtó           | 17,85    | 63.**       |
| Ernst Wister | Gyűrű            | 17,85    | 77.*        |
| Ernst Wister | Lólengés         | 17,20    | 84.**       |
| Ernst Wister | Egyéni összetett | 106,80   | 61.*        |
| Hans Sauter Ernst Wister Wolfgang Girardi Willi Welt Franz Kempter Paul Grubenthal Friedrich Fetz Hans Friedrich | Csapat összetett | 535,40   | 11.         |

Női
| Versenyző | Versenyszám      | Eredmény | Helyezés  |
| --- | ---------------- | -------- | --------- |
| Gertrude Barosch | Talaj            | 17,29    | 79.       |
| Gertrude Barosch | Ugrás            | 17,76    | 65.****   |
| Gertrude Barosch | Felemás korlát   | 16,63    | 88.       |
| Gertrude Barosch | Gerenda          | 16,19    | 107.      |
| Gertrude Barosch | Egyéni összetett | 67,87    | 81.       |
| Gerti Fesl | Talaj            | 17,50    | 67.*      |
| Gerti Fesl | Ugrás            | 16,76    | 107.      |
| Gerti Fesl | Felemás korlát   | 17,23    | 66.       |
| Gerti Fesl | Gerenda          | 16,96    | 79.*      |
| Gerti Fesl | Egyéni összetett | 68,45    | 71.       |
| Trude Gollner-Kolar | Talaj            | 17,06    | 88.       |
| Trude Gollner-Kolar | Ugrás            | 17,66    | 73.       |
| Trude Gollner-Kolar | Felemás korlát   | 16,80    | 83.       |
| Trude Gollner-Kolar | Gerenda          | 16,73    | 90.       |
| Trude Gollner-Kolar | Egyéni összetett | 68,25    | 75.       |
| Gertrude Gries | Talaj            | 16,26    | 121.      |
| Gertrude Gries | Ugrás            | 17,06    | 101.*     |
| Gertrude Gries | Felemás korlát   | 17,39    | 56.*      |
| Gertrude Gries | Gerenda          | 16,36    | 98.*      |
| Gertrude Gries | Egyéni összetett | 67,07    | 91.       |
| Hildegard Grill | Talaj            | 16,16    | 123.      |
| Hildegard Grill | Ugrás            | 15,59    | 123.      |
| Hildegard Grill | Felemás korlát   | 15,76    | 112.*     |
| Hildegard Grill | Gerenda          | 15,73    | 114.      |
| Hildegard Grill | Egyéni összetett | 63,24    | 120.      |
| Ida Kadletz | Talaj            | 17,89    | 37.***    |
| Ida Kadletz | Ugrás            | 18,06    | 44.****   |
| Ida Kadletz | Felemás korlát   | 17,33    | 60.       |
| Ida Kadletz | Gerenda          | 16,46    | 97.       |
| Ida Kadletz | Egyéni összetett | 69,74    | 56.       |
| Edeltraud Schramm | Talaj            | 16,76    | 103.***** |
| Edeltraud Schramm | Ugrás            | 15,76    | 118.*     |
| Edeltraud Schramm | Felemás korlát   | 16,36    | 96.       |
| Edeltraud Schramm | Gerenda          | 16,62    | 92.       |
| Edeltraud Schramm | Egyéni összetett | 65,50    | 105.      |
| Hedwig Traindl | Talaj            | 17,59    | 59.*      |
| Hedwig Traindl | Ugrás            | 17,19    | 98.*      |
| Hedwig Traindl | Felemás korlát   | 16,22    | 100.      |
| Hedwig Traindl | Gerenda          | 17,02    | 77.*      |
| Hedwig Traindl | Egyéni összetett | 68,02    | 77.       |
| Ida Kadletz Gerti Fesl Trude Gollner-Kolar Hedwig Traindl Gertrude Barosch Gertrude Gries Edeltraud Schramm Hildegard Grill | Kéziszer csapat  | 68,40    | 9.        |
| Ida Kadletz Gerti Fesl Trude Gollner-Kolar Hedwig Traindl Gertrude Barosch Gertrude Gries Edeltraud Schramm Hildegard Grill | Csapat összetett | 477,80   | 10.       |

* - egy másik versenyzővel azonos eredményt ért el

** - két másik versenyzővel azonos eredményt ért el

*** - három másik versenyzővel azonos eredményt ért el

**** - négy másik versenyzővel azonos eredményt ért el

***** - öt másik versenyzővel azonos eredményt ért el

****** - hat másik versenyzővel azonos eredményt ért el

******* - kilenc másik versenyzővel azonos eredményt ért el

******** - tíz másik versenyzővel azonos eredményt ért el

## Úszás
Férfi
| Versenyző            | Versenyszám | Előfutam | Előfutam | Előfutam | Elődöntő | Elődöntő | Elődöntő | Döntő   | Döntő    |
| Versenyző            | Versenyszám | Idő      | Hely.    | Össz.    | Idő      | Hely.    | Össz.    | Idő     | Helyezés |
| -------------------- | ----------- | -------- | -------- | -------- | -------- | -------- | -------- | ------- | -------- |
| Helmut Koppelstätter | 100 m hát   | 1:11,9   | 4.       | 27.      | kiesett  | kiesett  | kiesett  | kiesett | kiesett  |
| Peter Steinwender    | 400 m gyors | 5:03,6   | 4.       | 31.      | kiesett  | kiesett  | kiesett  | kiesett | kiesett  |

Női
| Versenyző   | Versenyszám | Előfutam | Előfutam | Előfutam | Elődöntő | Elődöntő | Elődöntő | Döntő   | Döntő    |
| Versenyző   | Versenyszám | Idő      | Hely.    | Össz.    | Idő      | Hely.    | Össz.    | Idő     | Helyezés |
| ----------- | ----------- | -------- | -------- | -------- | -------- | -------- | -------- | ------- | -------- |
| Ilse Albert | 200 m mell  | 3:12,5   | 5.       | 24.      | kiesett  | kiesett  | kiesett  | kiesett | kiesett  |

## Vitorlázás
| Versenyző                          | Versenyszám | Futam | Futam | Futam | Futam | Futam | Futam | Futam | Pontszám | Helyezés |
| Versenyző                          | Versenyszám | 1     | 2     | 3     | 4     | 5     | 6     | 7     | Pontszám | Helyezés |
| ---------------------------------- | ----------- | ----- | ----- | ----- | ----- | ----- | ----- | ----- | -------- | -------- |
| Wolfgang Erndl                     | Finn dingi  | DNF   | 946   | 594   | 344   | 946   | 372   | 1071  | 4273     | 5.       |
| Harald Fereberger Harald von Musil | Csillaghajó | 219   | 247   | 168   | 520   | 309   | 520   | 277   | 2092     | 14.      |

DNF - nem ért célba

## Vívás
Férfi
| Versenyző                                                         | Versenyszám  | 1. forduló | 1. forduló | 2. forduló | 2. forduló | Elődöntő | Elődöntő | Döntő | Döntő   |
| Versenyző                                                         | Versenyszám  | Ellenfelek Eredmény | Hely.      | Ellenfelek Eredmény | Hely.      | Ellenfelek Eredmény | Hely.    | Ellenfelek Eredmény | Hely.   |
| ----------------------------------------------------------------- | ------------ | --- | ---------- | --- | ---------- | --- | -------- | --- | ------- |
| Heinz Lechner                                                     | Kard, egyéni | José D'Andrea (ARG) · Antonio Haro (MEX) · Adalbert Gurath (ROU) · Hans Esser (GER) · Farid Abou-Shadi (EGY) · Roland Asselin (CAN) · 4-2 (19)                      | 2.         | Berczelly Tibor (HUN) · Ilie Tudor (ROU) · François Heywaert (BEL) · Boris Belyakov (URS) · Jean-François Tournon (FRA) · Otto Greter (SUI) · Raimondo Carnera (DEN) · 5-2 (21) | 2.         | Gerevich Aladár (HUN) · Gastone Darè (ITA) · Daniel Sande (ARG) · Ivan Manayenko (URS) · Joe de Capriles (USA) · Ilie Tudor (ROU) · 4-1 (17) | 1.**     | Kovács Pál (HUN) · Gerevich Aladár (HUN) · Berczelly Tibor (HUN) · Gastone Darè (ITA) · Werner Plattner (AUT) · Jacques Lefèvre (FRA) · Vincenzo Pinton (ITA) · Gustave Ballister (BEL) · 2-6 (35) | 8.      |
| Hubert Loisel                                                     | Kard, egyéni | Leszek Suski (POL) · Edgardo Pomini (ARG) · Ion Santo (ROU) · Ivan Ruben (DEN) · Umberto Menegalli (SUI) · Olaf Sandner (VEN) · Ivan Lund (AUS) · 6-1 (20)          | 1.         | Jacques Lefèvre (FRA) · Gastone Darè (ITA) · Jerzy Pawłowski (POL) · Fathallah Abdel Rahman (EGY) · Henry Nordin (SWE) · Bob Anderson (GBR) · Jules Amez-Droz (SUI) · 4-1 (17)  | 4.         | Kovács Pál (HUN) · Vincenzo Pinton (ITA) · Gustave Ballister (BEL) · Jean Levavasseur (FRA) · Jerzy Pawłowski (POL) · 2-3 (20)               | 4.       | kiesett | kiesett |
| Werner Plattner                                                   | Kard, egyéni | Wojciech Zabłocki (POL) · William Beatley (GBR) · Willy Fascher (GER) · Estevão Molnar (BRA) · Karl Bach (SAA) · Jock Gibson (AUS) · João Pessanha (POR) · 4-3 (22) | 4.         | Kovács Pál (HUN) · Gustave Ballister (BEL) · Adalbert Gurath (ROU) · George Worth (USA) · Lev Kuznetsov (URS) · Wojciech Zabłocki (POL) · Edgardo Pomini (ARG) · 5-1 (–)        | 2.         | Jacques Lefèvre (FRA) · Berczelly Tibor (HUN) · Adalbert Gurath (ROU) · Leszek Suski (POL) · François Heywaert (BEL) · 3-1 (14)              | 2.       | Kovács Pál (HUN) · Gerevich Aladár (HUN) · Berczelly Tibor (HUN) · Gastone Darè (ITA) · Jacques Lefèvre (FRA) · Vincenzo Pinton (ITA) · Heinz Lechner (AUT) · Gustave Ballister (BEL) · 4-4 (34)   | 5.      |
| Werner Plattner Heinz Putzl Hubert Loisel Heinz Lechner Paul Kerb | Kard, csapat | Venezuela (VEN) · 13-3 | 1.         | Dánia (DEN) · 13-3 | 1.         | Magyarország (HUN) · 4-12 · Franciaország (FRA) · 6-10 · Belgium (BEL) · 9-7                                                                 | 3.       | kiesett | kiesett |

Női
| Versenyző           | Versenyszám | 1. forduló | 1. forduló | 2. forduló | 2. forduló | Elődöntő | Elődöntő | Döntő               | Döntő   |
| Versenyző           | Versenyszám | Ellenfelek Eredmény | Hely.      | Ellenfelek Eredmény | Hely.      | Ellenfelek Eredmény | Hely.    | Ellenfelek Eredmény | Hely.   |
| ------------------- | ----------- | --- | ---------- | --- | ---------- | --- | -------- | ------------------- | ------- |
| Fritzi Wenisch-Filz | Tőr, egyéni | Elek Ilona (HUN) · Odette Drand (FRA) · Elsa Irigoyen (ARG) · Marianne Sjöblom (FIN) · Gerda Muller (VEN) · 3-2 (13)                                     | 4.         | Karen Lachmann (DEN) · Maxine Mitchell (USA) · Lylian Malherbaud-Lecomte-Guyonneau (FRA) · Elek Margit (HUN) · Anna Ponomaryova (URS) · 2-3 (18) | 3.         | Elek Ilona (HUN) · Maxine Mitchell (USA) · Renée Garilhe (FRA) · Irene Camber-Corno (ITA) · Mary Glen-Haig (GBR) · Lilo Allgayer (GER) · Appolinariya Plekhanova (URS) · 1-5 (20)             | 7.       | kiesett             | kiesett |
| Grete Kunz          | Tőr, egyéni | Anna Ponomaryova (URS) · Nyári Magda (HUN) · Maxine Mitchell (USA) · Ulla Barding-Poulsen (DEN) · Patricia Norford (AUS) · 4-1 (11)                      | 1.         | Elek Ilona (HUN) · Irene Camber-Corno (ITA) · Polly Craus (USA) · Nadezhda Shitikova (URS) · Gillian Sheen (GBR) · 2-3 (18)                      | 4.         | Karen Lachmann (DEN) · Lylian Malherbaud-Lecomte-Guyonneau (FRA) · Jan York-Romary (USA) · Nyári Magda (HUN) · Silvia Strukel (ITA) · Ellen Müller-Preis (AUT) · Polly Craus (USA) · 1-6 (27) | 8.       | kiesett             | kiesett |
| Ellen Müller-Preis  | Tőr, egyéni | Jan York-Romary (USA) · Lylian Malherbaud-Lecomte-Guyonneau (FRA) · Appolinariya Plekhanova (URS) · Catherine Pym (AUS) · Taimi Mattsson (FIN) · 3-1 (7) | 2.*        | Jan York-Romary (USA) · Renée Garilhe (FRA) · Mary Glen-Haig (GBR) · Irena Nawrocka (POL) · Elsa Irigoyen (ARG) · 3-2 (16)                       | 3.         | Karen Lachmann (DEN) · Lylian Malherbaud-Lecomte-Guyonneau (FRA) · Jan York-Romary (USA) · Nyári Magda (HUN) · Silvia Strukel (ITA) · Polly Craus (USA) · Grete Kunz (AUT) · 3-4 (20)         | 6.       | kiesett             | kiesett |

* - egy másik versenyzővel azonos eredményt ért el

** - két másik versenyzővel azonos eredményt ért el

## Vízilabda
- Jörg Reichel
- Julius Depaoli
- Johann Liebenberger
- Erich Bohuslav
- Rudolf Styskalik
- Franz Zigon
- Heinrich Krumpfholz
- Ernst Endl
- Anton Kunz
- Hellmut Theimer

### Eredmények
1. forduló
| 1952. július 25. | Nagy-Britannia | 4 – 3 | Ausztria |  |
| 1952. július 25. | (3 – 2)        |       |          |  |
| 1952. július 25. |                |       |          |  |

2. forduló
| 1952. július 26. | Ausztria | 6 – 0 | Ausztrália |  |
| 1952. július 26. | (4 – 0)  |       |            |  |
| 1952. július 26. |          |       |            |  |

A csoport
| Csapat           | JM | GY | D | V | LG | KG | GK  | PT |
| ---------------- | -- | -- | - | - | -- | -- | --- | -- |
| Olaszország      | 3  | 3  | 0 | 0 | 17 | 8  | +9  | 6  |
| Egyesült Államok | 3  | 2  | 0 | 1 | 16 | 9  | +7  | 4  |
| Nagy-Britannia   | 3  | 0  | 1 | 2 | 9  | 15 | -6  | 1  |
| Ausztria         | 3  | 0  | 1 | 2 | 5  | 15 | -10 | 1  |

| 1952. július 27. | Olaszország | 8 – 1 | Ausztria |  |
| 1952. július 27. | (4 – 0)     |       |          |  |
| 1952. július 27. |             |       |          |  |

| 1952. július 28. | Ausztria | 3 – 3 | Nagy-Britannia |  |
| 1952. július 28. | (3 – 0)  |       |                |  |
| 1952. július 28. |          |       |                |  |

| 1952. július 29. | Egyesült Államok | 4 – 1 | Ausztria |  |
| 1952. július 29. | (2 – 1)          |       |          |  |
| 1952. július 29. |                  |       |          |  |

| Csapat   | Helyezés |
| -------- | -------- |
| Ausztria | 13.      |